# Vasilis Papadopoulos
Vasilis Papadopoulos (griechisch Βασίλης Παπαδόπουλος, * 28. Januar 1995 in Kavala) ist ein griechischer Fußballspieler.

## Karriere

### Verein
Papadopoulos kam in der Jugend 2008 von Elpides Kavala zu PAOK Thessaloniki. Am 9. Februar 2013 debütierte Vasilis Papadopoulos für PAOK gegen OFI Kreta in der Super League.

### Nationalmannschaft
Bei seinem Debüt für die griechische U-17-Nationalmannschaft am 12. Oktober 2011 in der Qualifikation zur U-17-Europameisterschaft 2012 gegen Israel erzielte Vasilis Papadopoulos einen Doppelpack. Papadopoulos absolvierte gegen Island und die Schweiz in den folgenden fünf Tagen zwei weitere U-17-Länderspiele.